# アマウネト

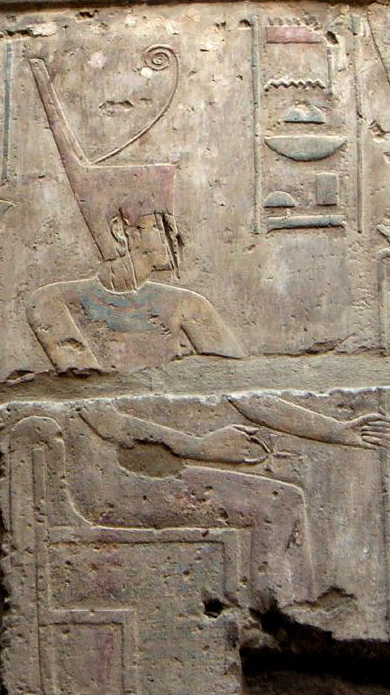
アマウネト。

アマウネト（Amaunet。または Amonet、Amunet ([ˈæməˌnɛt]) とも綴られる）は、エジプト神話に登場する原始の女神である。また、オグドアドの一員であり、アメンの配偶者であった。

## 概要
アマウネトは、古代エジプトのかなり古い時代に信仰されていた女神である。創世神たる8柱神の1柱としてナイル川上流の上エジプト第15ノモス、いわゆるヘルモポリスで創世神として尊崇を集めていたが、資料により、「オグドアド(八位一体)」は「相違する教義によって」4組目のの神を、隠されたものアモンとアマウネトになる、大気、呼吸、エネルギーを司る2柱のアメン、アムネトは、信仰を広げ長となった後他のオグドアドへ行った際、「虚無」を指すニアとニアトが権力を襲うことになったとし、彼女自身の地位はムトに奪われたとする、「さまざまな伝承がある」として不可視を表したアメン神とアメンテト神などが充てられたというなど、「この2柱が入る場合もある」という説をとるものがある。

## 名前の由来
アマウネトの名前は、「女性である隠された者」を意味し、単にアメン（隠された者）の名前の女性形に過ぎない。従ってアマウネトは、独立した神ではなくアメンに対応する女性の神として創作された可能性がある。
名前の意味、「不可視」「隠された者」の意味としてアメンとアマウネトは、最古の神々で姿を隠してしまったので誰も姿を見たものはいないとされた。

## 神話
ヘルモポリス創造神話において登場したアメンをはじめとするオグドアド（八柱神）の一柱で、夫アメンと共に大気と豊穣の神であった。
彼らは、原始の水ヌンから最初の丘を作り、日の出が毎日繰り返されるようにし、ナイル川の水が絶えないようにした。またラーが生まれる睡蓮を作り出した。彼らが世界を統治した期間は、黄金時代とされたが彼らは、その役割を終えると姿を隠し冥界に行ったとされた。
新王国時代の時代においてアメン神が「神々の王」と呼ばれるほど信仰を集めるようになると神話のアメンは、牝牛の姿をとったアマウネトに乗って各地に赴いたとされた。ヌンは、暗く広がった水であったがアメンは、その水をかき回して創造へ導く力の象徴であった。アマウネトが背に載せたアメンは、水を渡った先々で地域神となり、ついには、全土の創造神となった。
第18王朝の時代になるとムトがアメンの配偶者とみなされるようになりアマウネトは、ムトと同一視されるようになった。